# Rathaus (Wenigumstadt)

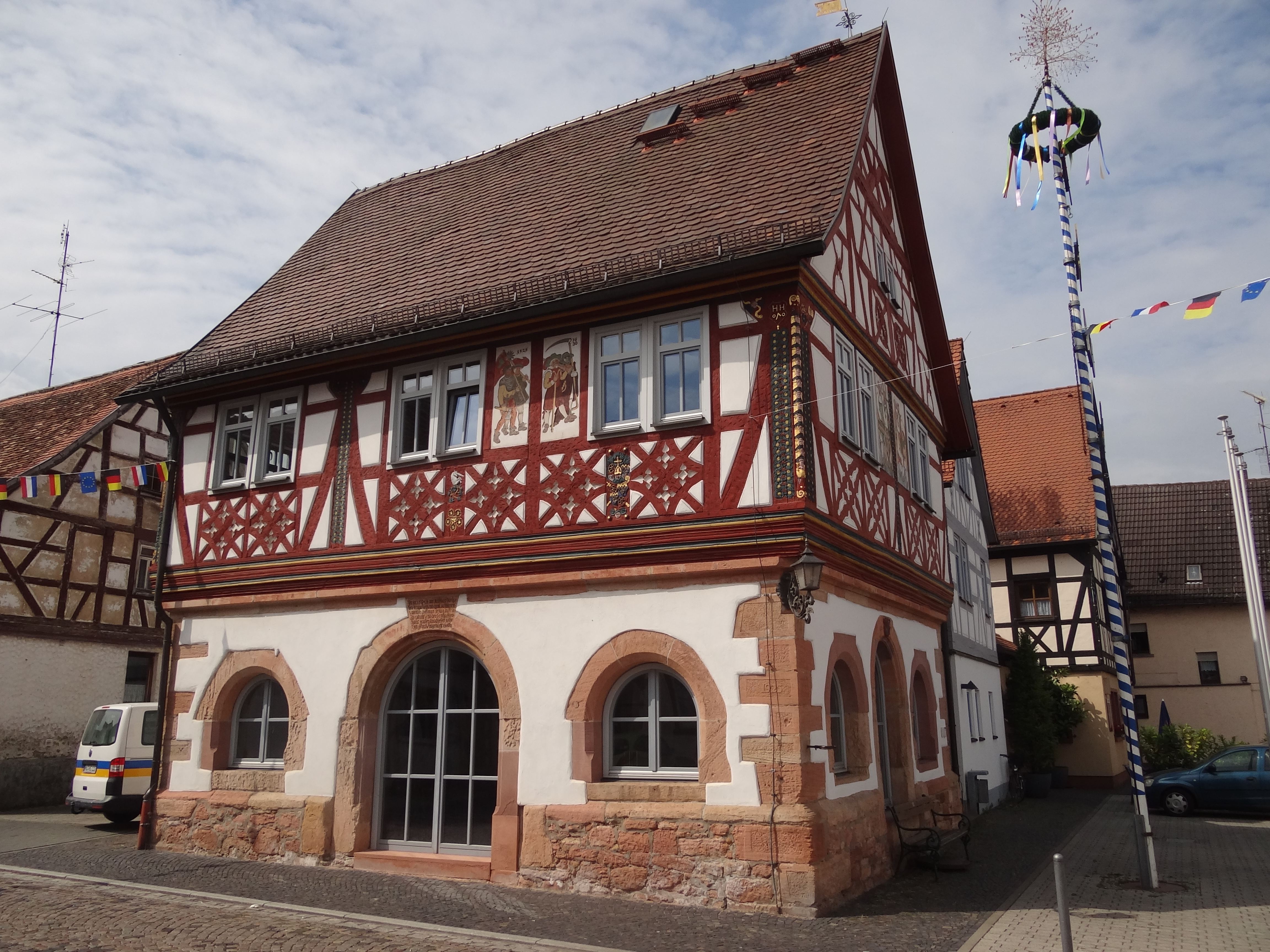
Ehemaliges Rathaus in Wenigumstadt

Das Rathaus in Wenigumstadt, einem Ortsteil der Marktgemeinde Großostheim im unterfränkischen Landkreis Aschaffenburg in Bayern, wurde 1584 errichtet. Das ehemalige Rathaus an der Hauptstraße 18 ist ein geschütztes Baudenkmal. 
Der zweigeschossige giebelständige Satteldachbau mit ursprünglich offener Halle hat jetzt ein geschlossenes massives Erdgeschoss. Die Rahmung der Rundbogenfenster und die Eckquaderung des Erdgeschosses sind mit Buntsandsteinquadern ausgeführt. 
Das Fachwerkobergeschoss ist reich verziert mit Mannfiguren und Andreaskreuzen.